# هونگ دوک-یونگ
هونگ دوک-یونگ (انگلیسی: Hong Deok-young; ۵ مهٔ ۱۹۲۶ – ۱۳ سپتامبر ۲۰۰۵) بازیکن و مربی فوتبال اهل کره جنوبی بود.
او همچنین در تیم ملی فوتبال کره جنوبی بازی کرده‌است.
هونگ دوک-یونگ در مسابقات بین‌المللی در مجموع برندهٔ ۱ مدال نقره شده‌است.